# Andy Cartagena
Andrés Céspedes González (Benidorm, Alicante, 30 de diciembre de 1980), conocido como Andy Cartagena, es un rejoneador español y sobrino del también rejoneador Ginés Cartagena.
Andy es un torero muy vistoso, con muchos guiños a la galería, como colocar las banderillas al violín o hacer que sus caballos se luzcan con movimientos de alta escuela. 

## Trayectoria

### Debut en público
La primera comparecencia de Andy Cartagena como rejoneador tuvo lugar el 24 de mayo de 1996. De esta manera, participó en un festival organizado en la Plaza de toros de Nimes en homenaje a su tío el también caballista Ginés Cartagena, y la cual está considerada por el propio rejoneador como una de las tardes más importantes de su carrera.

### Alternativa
Tomó la alternativa en la plaza Mayor de Castellón el 8 de marzo de 1997 compartiendo cartel con Fermín Bohórquez Escribano y Pablo Hermoso de Mendoza con toros de Hdros. de Salvador Guardiola Fantoni.

### Confirmación de alternativa
Confirmó la alternativa en Madrid el 17 de mayo de 1997 acartelado con Joao Moura, Javier Buendía y Leonardo Hernández con toros de Ortigao Costa

### Temporada 2020
El 11 de febrero de 2020 rejoneó en la plaza de La Petatera en Villa de Álvarez, Colima (México) donde resultó cogido en el tercio de banderillas cuando montaba a Picasso.  Tras citar al toro de la ganadería brava San Constantino, el caballo no respondió evidenciando una lesión en la pata trasera izquierda. Cartagena resultó golpeado en el hombro y la pierna izquierda.

## Cuadra
Caballos de la cuadra de Andy Cartagena :

### Bético
Caballo del año 2005 procedente del hierro de Rafael Peralta. De raza hispano-lusa y tordo de capa. Torea en el tercio de salida en el que muestra gran agilidad a la hora de doblarse; se presenta engalanado con lazos verdes y blancos.

### Cuco
Del año 2005, es un caballo de raza lusitana con capa castaña procedente del hierro de Andy Cartagena, hijo de Requila. Torea en el tercio de salida; adornado con lazos blancos.

### Cupido
Caballo nacido el 14 de febrero de 2012 del hierro de Andy Cartagena, hijo del caballo Pericalvo. De raza lusitana y capa castaña morcillo. Torea en el tercio de banderillas.

### Champán
Caballo de 2010 de raza Lusitana con capa albina. Hierro Carniceira. Torea en el tercio de salida.

### Fandy
Caballo del año 2000 procedente del hierro M. Capital, de raza lusitana y torre de capa. Torea en el tercio de banderillas donde destaca por galopar a dos pistas y por presentarse de frente en la lidia. Sale al ruedo adornado habitualmente con lazos rojos y blancos.

### Gamo
Caballo de 2009 de raza hispano-lusa tordo de capa es hijo del caballo Brujo de la misma cuadra del rejoneado. Hierro de Andy Cartagena. Torea en el tercio de salida en el que muestra un temple natural, es habitual que presente adornos con lazos.

### Humano
Caballo del año 2011 de raza menorquina y capa castaño morcillo. Torea en el tercio de banderillas en el que el rejoneador realiza la suerte del violín. Sale al ruedo con las crines sueltas.

### Iluso
Caballo del año 2010 del hierro de Andy Cartagena hijo de Fandy de raza Luso-árabe, tordo de capa. Torea en el tercio de banderillas donde destaca en el galope a dos pistas y el embroque,  sale al ruedo con lazos blancos y violetas.

### Jinocente
Caballo del año 2012 del hierro de Andy Cartagena, de raza lusitano y tordo oscuro de capa, es hijo del caballo Fandy. Torea en el último tercio.

### Luminoso
Caballo del año 2001 de raza lusitana con capa albina. Torea con elegancia en el último tercio.

### Mediterráneo
Caballo del año 2008 procedente del hierro de Custodio Henrique Pedro Farto. De raza lusitana con capa castaña, careto y calzado. Torea en el tercio de banderillas, presentado con la crin suelta.

### Pantera
Caballo del año 2008 procedente del hierro LS. De raza hispano lusitano presenta capa castaña. Torea en el tercio de banderillas en el que realiza espectaculares desplantes mostrando el pecho al toro al que incluso muerde el testuz. Sale al ruedo adornado con lazos blancos y rojos.

### Pericalvo
Caballo del año 2003 procedente del hierro Miranda de Pericalvo, de raza lusitano y capa negra. Torea en el tercio de banderillas en el que s conocido por el balanceo que realiza. Sale al ruedo habitualmente adornado con lazado verdes y blancos.

### Picasso
Caballo del año 2012 procedente del hierro de Patricio Sánchez, de raza lusitana y capa apaloosa. Debutó en los ruedos en 2019 toreando en el tercio de banderillas. El 11 de febrero de 2020 sufrió una grave lesión en la plaza de toros de la Petatera en Villa Álvarez, Colima (México). Durante el tercio de banderillas,  Picasso no respondió a la orden del rejoneador tras citar al toro ya que el caballo sufrió una triple fractura en la pata izquierda. Fue trasladado a una clínica veterinaria de Guadalajara donde fue intervenido quirurgicamente con éxito para colocarle una placa. Falleció el 13 de febrero de 2020 a causa de las complicaciones derivadas de la intervención quirúrgica.

### Pintas
Caballo del año 2001 de raza lusitana y capa apaloosa. Torea en el último tercio y  sale al ruedo adornado con madronas negros y blancos.

### Sol y Sombra
Caballo del año 2008 procedente del hierro de M. Braga, de raza lusitana y tordo de capa. Torea en el tercio de banderillas presentándose de frente y realizando diferentes piruetas en la salida del tercio.

### Soro
Caballo del año 2008 de raza lusitana y capa torda oscura. Torea en el tercio de banderillas en el que se muestra con temple, destaca en las banderillas a dos manos y en realizar la suerte con las riendas sueltas balanceándose en la suerte desde una distancia corta.